# Torre de Carabona
La Torre de Carabona, también denominada Alquería de Carabona, es un Bien de Interés Cultural, que se encuentra en el municipio de Burriana (Borriana), junto al “Camí del Palmeral”, a unos 250 metros  del “Camí Vell de Valencia”, en la comarca de la Plana Baja, de la provincia de Castellón, con anotación ministerial número: R-I-51-0010939, y fecha de anotación cuatro de diciembre de 2002; según consta en la Dirección General de Patrimonio Artístico de la Generalidad Valenciana.
Se trata, como su nombre indica de una antigua alquería, datada en los siglos XIII-XVIII. Así, esta alquería fortificada originalmente, se remonta a la época musulmana. Su estructura defensiva venía impuesta por la necesidad de disponer de unidades dispersas de aprovechamiento agrícola fuera de los núcleos urbanos.

## Historia
Carabona, que se denominaba antiguamente “Alberg”, llegó a ser, antes de la Reconquista,  el principal núcleo habitado del municipio de Burriana. Tras la conquista por los cristianos de estos territorios de Carabona fueron donados por  el rey don Jaime I a los hermanos Leonardo y Juan de Ager el 3 de noviembre de 1219. Como quiera que esta donación no se hizo efectiva, años más tarde, en 1233, en el asedio de Burriana, el propio rey, nuevamente,  donaba Carabona, esta vez  a la Orden Militar de San Jorge de Alfama, según consta en carta de donación hecha por Jaime II de Aragón concedía a dicha Orden en marzo de 1307 (estas constantes referencias a la donación a la Orden de San Jorge de Alfama pueden deberse a los problemas que esta orden tuvo a lo largo de su existencia, ya que aunque fue  fundada por Pedro II de Aragón en 1201 no fue aprobada por la Sede Apostólica hasta 1373. Además, la orden se fusionó con la de Montesa  y eso volvió a producir cambios considerables).
Tras la unión de la Orden de San Jorge con la de Montesa, en enero de 1400, Carabona quedó bajo el Señorío de Montesa. Más tarde, en el siglo XVI  Carabona acabó en manos de  don Martín de Viciana y don Sancho de Cardona, que acabaron enfrentados, finalmente la alquería fue vendida a don Martín de Viciana adquiriéndola por compra la villa de Nules, según escritura autorizada por el fedatario Francisco Juan Inglés; hay documentación sobre este hecho en el Archivo Municipal de Nules, en el  “Llibre del Redelme” del año 1590.  Documentación posterior, que se encuentra en el Archivo Histórico parroquial de Burriana, pone de relieve que en 1775 la alquería estaba en manos de  doña Margarita Llorens, que la obtuvo de su padre don Bautista Llorens, quien la compró a los Padres del Remedio de Valencia por 4.000 libras, 200 suelos de contado. Con el tiempo pasó a pertenecer a los herederos de doña María Garcés de Marcilla y finalmente acabó siendo propiedad del Ayuntamiento de Burriana.

## Descripción
La torre presenta una planta rectangular, de 10,95 metros  por 6,10 metros, y una altura de hasta 9.20 metros, ya que tiene tres alturas: una planta baja y dos pisos. La cubierta es a dos aguas, presentando un alero acabando en una  teja curva.
Para acceder de una planta a otra se utiliza una escalera de bóveda.  La disposición de la planta, hace pensar que la torre primitiva debía de menor tamaño del que tiene actualmente, pese a que esta posibilidad se ve poco reforzada por la disposición de los sillares en los extremos del edificio actual, ya que éstos nos vienen a indicar que esta suposición, sólo sería posible en el caso de que su hubiera producido una considerable destrucción de la torre primitiva.
También se puede ver una diferencia de cota de los forjados de la primera planta, lo cual viene a significar que la construcción no se realizó en un único momento, sino que hubo diferentes etapas en la construcción. Así, inicialmente se debió comenzar a construir durante el siglo XIII, etapa en la que se llevó a cabo la puerta adovelada de la fachada, por su parte,  las aspilleras, el pilar de la planta superior y la cubierta pertenecen a otro momento constructivo, datado en  el siglo XVIII (en 1755 se transformó en casa de campo), cuando se construyeron también las cuatro viviendas anejas y posiblemente se llevara a cabo la construcción de la torre.
Respecto a la tipología de la vivienda, por la distribución de la planta baja, podría calificarse como rural ya que la cocina y la zona de hacer vida están en una misma  estancia, la cual además, conecta con las cuadras, por su parte, la planta superior está destinada a los dormitorios. Cuando se trata de ascender a la zona de dormitorios, se aprecian restos de lo que en su día pudo ser una antigua chimenea.
El dormitorio que da a la fachada principal tiene una puerta balconera que se protege con una barandilla de madera, y dispone además de tronera, aunque en la parte interior está cegada. Por su parte, la habitación posterior está más elevada, y presenta tres troneras en sus muros. También hay otra planta superior a la que se accede por una escalera que además de ser muy posterior a la del acceso a la primera planta, podría categorizarse como una “escalera implantada”.
Ya hemos hecho referencia antes a la existencia junto a la torre de cuatro viviendas, de arquitectura popular, que junto con un  cercado de mampostería de considerable tamaño, con restos de otros edificios contiguos a la torre acaban por completar el conjunto.
El Ayuntamiento de Burriana, propietario actual, comenzó en 2002 las obras de consolidación de la Torre Carabona, la cual estaba en peligro de ruina. El arquitecto Francisco Taberner, llevó a cabo el proyecto de consolidación, que supuso intervenir en la cimentación, muros, forjados y cubierta del conjunto. Pese a las modificaciones que se realizaron, se trata de mantener  la configuración original, para lo cual es preciso que los refuerzos correspondientes, queden debidamente ocultados. Tan sólo se preveía en este proyecto, cambiar la escalera de acceso a la segunda planta, colocando una diseñada en madera.
Los refuerzos y mejoras que la cimentación necesita, requiere que permita que los exteriores de la torre queden lo menos afectados posible, en especial los sillares que caracterizan y refuerzan las esquinas de la misma.